# Grafinger Zeitung
Die Grafinger Zeitung war eine deutschsprachige Tageszeitung, die von 1923 bis 1945 sowie 1949 in Grafing bei München erschienen ist.

## Geschichte
Mit dem zeitweiligen Verbot der Ebersberger Tageszeitung Der Oberbayer (bis 1922 Ebersberger Anzeiger), die zum Hitlerputsch regierungskritisch berichtet hatte, ergab sich die Gelegenheit, in Grafing eine zweite bedeutende Zeitung für den Ebersberger Raum zu etablieren. Zunächst ab Dezember 1923 unter dem Titel Inseraten- und Offerten-Blatt des Bezirkes Ebersberg wöchentlich erscheinend, erfolgte im Januar 1924 die Titeländerung in Markt Grafinger Wochenblatt und im August in Grafinger Zeitung. Ab Oktober bis zu ihrer Einstellung 1945 erschien sie als Tageszeitung. Zwar gelang es dem deutsch-national ausgerichteten Oberbayern schon bald nach seiner Wiederzulassung seine Führungsposition wiederzuerlangen, doch band die Grafinger Zeitung in Konkurrenz zum Ebersberger Traditionsblatt langfristig eine bürgerlich-konservative Leserschaft.
Verlegt wurde die Zeitung vom Grafinger Verlagshaus Hans Haußer (später Karl Haußer). Dessen Verlagsleiterin Therese Haußer, Witwe von Hans Haußer (1871–1918), hatte 1923 das Anzeigenblatt begründet. Der Verlag wurde 1941 vom Sohn Karl Haußer übernommen. Seit der Umstellung auf eine Tageszeitung kooperierte der Verlag mit dem Münchner Buchgewerbehaus Müller & Sohn, aus dem 1929 der Bayerische Zeitungsblock hervorging. Die Grafinger Zeitung war eine von rund 20 Zeitungen, die der Bayerische Zeitungsblock herausgab. Die redaktionellen Teile, einschließlich des Lokalteils, erstellte die Münchner Redaktion. Lediglich die Anzeigen wurde vor Ort angenommen. Erst ab 1940 wurde eine Lokalredaktion in Grafing eingerichtet. Erster Schriftleiter waren Klaus Eck (1881–1929), 1919/22 beim Miesbacher Anzeiger tätig, sowie ab Juli 1929 Dr. Conrad Adlmaier (1882–1966), gleichzeitig Chefredakteur des Oberländer Heimatboten. Die Ablösung Adlmaiers im Mai 1933 erfolgte im Zusammenhang mit der Machtergreifung und der Gleichschaltung des Bayerischen Zeitungsblocks. Die Berichterstattung entsprach nun den Maßgaben der NSDAP und die Zeitung erhielt ab Januar 1934 den Untertitel Anerkanntes Parteiorgan der NSDAP.
Bereits kurz vor und nach dem Einmarsch der amerikanischen Truppen im Mai 1945 wurde der Versuch einer Neuausrichtung der Grafinger Zeitung unternommen. Verantwortlich für die vier erscheinenden Nummern war der Aktivist der Freiheitsaktion Bayern und spätere CSU-Politiker Hans Drachsler, der 1952–1965 als Chefredakteur und Verlagsleiter dem Bayernkurier vorstand. Das Verbot aller deutschen Medien am 12. Mai 1945 und die Lizenzpolitik der amerikanischen Besatzungsmacht, die darauf zielte, das alte dichte Netz an Heimatzeitungen nicht wiederherzustellen, brachten noch im Mai 1945 das Ende der Grafinger Zeitung. Nach Aufhebung des Lizensierungszwangs für Zeitungen ab dem 3. Oktober 1949 wurde die Grafinger Zeitung in Kooperation mit dem Ebersberger Anzeiger als Wochenzeitung wieder begründet. Den überregionalen Teil stellte eine Traunsteiner Redaktion unter Conrad Adlmaier bereit. Wenige Wochen später aber traf der Verleger Haußer eine Übereinkunft mit dem Münchner Merkur, wonach am 30. November 1949 erschien die letzte Ausgabe der Grafinger Zeitung erschien. Der Titel lebte noch bis 1956 in der Lokalausgabe des Münchner Merkurs für den Landkreis Ebersberg fort.